# Dmitrij Mamonow
Dmitrij Nikołajewicz Mamonow (ros. Дмитрий Николаевич Мамонов; ur. 26 kwietnia 1978 w Tałdykorganie) – kazachski piłkarz, występujący na pozycji pomocnika.

## Kariera klubowa
Mamonow profesjonalną karierę rozpoczął w klubie Kajnar Tałdykorgan. W 1997 roku trafił do występującego wówczas w trzeciej lidze rosyjskiej klubu Czkałowiec Nowosybirsk, znanego obecnie pod nazwą Sibir. W 1999 roku powrócił do Żetysu Tałdykorgan, przez kilka kolejnych lat dość często zmieniał kluby. Grał w zespołach Kajrat Ałmaty, Wostok Öskemen i FK Aktöbe, by w 2003 roku ponownie trafić do Żetysu Tałdykorgan. Spędził w nim aż siedem sezonów. W latach 2010−2012 występował kolejno w FK Atyrau, Wostok Öskemen i Kajrat Ałmaty, by na początku 2013 roku po raz czwarty w karierze podpisać umowę z Żetysu Tałdykorgan

## Kariera reprezentacyjna
W reprezentacji Kazachstanu zadebiutował 24 maja 2000 roku w meczu Pucharu Azji Zachodniej przeciwko Iranowi. Na boisku pojawił się w 80 minucie meczu. W latach 2000−2001 rozegrał w kadrze 4 mecze.
| Mecze i gole w reprezentacji | Mecze i gole w reprezentacji | Mecze i gole w reprezentacji | Mecze i gole w reprezentacji | Mecze i gole w reprezentacji | Mecze i gole w reprezentacji | Mecze i gole w reprezentacji |
| #                            | Data                         | Stadion                      | Rywal                        | Wynik                        | Gol                          | Rozgrywki                    |
| 2000                         | 2000                         | 2000                         | 2000                         | 2000                         | 2000                         | 2000                         |
| ---------------------------- | ---------------------------- | ---------------------------- | ---------------------------- | ---------------------------- | ---------------------------- | ---------------------------- |
| 1.                           | 24.05.2000                   | Amman, Jordania              | Iran                         | 0:3                          | 0                            | PAZ                          |
| 2.                           | 26.05.2000                   | Amman, Jordania              | Syria                        | 0:4                          | 0                            | PAZ                          |
| 2001                         |                              |                              |                              |                              |                              |                              |
| 3.                           | 21.04.2001                   | Ałmaty, Kazachstan           | Nepal                        | 0:4                          | 0                            | El. MŚ 2002                  |
| 4.                           | 23.04.2001                   | Ałmaty, Kazachstan           | Makau                        | 0:5                          | 0                            | El. MŚ 2002                  |

## Sukcesy
- Puchar Kazachstanu: 2000, 2001 (Kajrat)